# Patrick Jaques
Patrick Jaques (Anvers, Flandes, 7 de maig de 1936) és un cantant i músic belga establert a Catalunya. Conegut artísticament com a Patrick Jaque en els seus inicis, va desenvolupar la seva carrera principalment durant les dècades de 1950 i 1960 en l'àmbit de la cançó francesa i europea.

### Biografia
Nascut a la ciutat d'Anvers, en una família vinculada al sector del diamant, Jaques va créixer durant l'ocupació alemanya a la Segona Guerra Mundial. Es va formar en escoles flamencques i més endavant va estudiar Belles Arts, tot i que va enfocar la seva trajectòria cap a la música.

### Trajectoria musical
La seva activitat musical va començar a la costa belga, on va actuar en diversos locals com La Tortuga de Knokke-Heist. Va participar a l'Exposició Universal de Brussel·les de 1958 i posteriorment va dur a terme gires per Alemanya, Àustria i altres països europeus. També va enregistrar discos a ciutats com Viena i París.
A mitjans dels anys seixanta, es va establir a Barcelona, on va continuar actuant en diversos espais de la ciutat. Va alternar repertori francès amb cançons en castellà i català, així com adaptacions de música tradicional.

### Vida personal i artística
A Catalunya, es va casar i va formar una família. Sempre vinculat a la música, va mantenir una intensa activitat artística en l'àmbit privat, interpretant cançons tradicionals en català i flamenc. Paral·lelament, va desenvolupar altres passions: la pesca submarina, la fotografia, el dibuix i, especialment, la col·lecció i restauració d'instruments musicals antics.

### Discografia
Durant la seva trajectòria, Patrick Jaques va enregistrar diversos discos en ciutats com París i Viena. Tot i que la seva discografia completa no està àmpliament documentada, se sap que va gravar:
Oui Oui Oui Oui (SAEF, 1959)
Mack The Knife / Stormy Weather / Happy Dreams / Bad News For Lovers (SAEF, 1960)
Jesse James (SAEF, 1960)
Green Fields (SAEF, 1960)
Mon Ami Le Brésilien (Polydor, 1960)
Villancicos (SAEF, 1960)
Carolina Dai (Polydor, 1961)
Träum' Von Mir (Polydor, 1961)
Der Sunny Boy Von St. Tropez (Polydor, 1961)
Je Voudrais Retrouver Son Pardon (con el Conjunto Luck) (CID, 1961)
Canta En Español (SAEF, 1961)
Canta En Español: Marinero / Aleluya / El Amor Es Así / Un Desierto (Vergara, 1963)
Mashed Potatoes et Bossa Nova (Vergara, 1963)
Bailemos La Bostella (Belter, 1965)
Coeur Au Soleil, Soleil Au Coeur (Belter, 1965)
Jamas Jamas (Belter, 1965)
Que Familia Más Original (Belter, 1966)
The Gamma Gooche (Belter, 1966)
Rufo El Pescador (Belter, 1966)
Inch Allah / Oh, Oh What A Kiss = Oh, Oh, Mi Amor (Belter, 1967)
Inch Allah / Oh, Oh, Mi Amor / Al Son De Mi Guitarra / La Mer Et Le Soleil (Belter, 1967)
El Trenta Tres De Desembre (Edigsa, 1968)
Habaneres (Divucsa, 1996)
Aquesta discografia reflecteix la diversitat estilística de Patrick Jaques, englovant gèneres com la cançó francesa  i la música tradicional
- - Cançons pròpies i versions de temes francesos i catalans.
  - Interpretacions de cançons de Georges Brassens, Jacques Brel i altres autors europeus.
- Actuacions enregistrades:
  - Participació en concerts i festivals a l'Expo de Brussel·les (1958).
  - Gravacions promocionals per a emissores europees.
- Col·laboracions:
  - Va compartir escenari amb artistes com Charles Aznavour

A més, va ser reconegut per la seva interpretació de cançons tradicionals catalanes i nadalenques, algunes adaptades especialment per a ell.
Patrick Jaques és reconegut no només pel seu talent com a cantant, sinó també per la seva autenticitat artística i per haver apostat per una vida arrelada a la cultura catalana i a les seves múltiples passions creatives.